# Nicky Romero
Nicky Romero, artiestennaam van Nick Rotteveel (Amerongen, 6 januari 1989), is een Nederlandse dj en muziekproducer.

## Carrière
Na een verblijf van een jaar in Kingston, Canada, keerde Romero terug naar Nederland om daar zijn school af te maken. In 2012 werd hij bekend met zijn single Toulouse, die langere tijd in de top 10 van Beatport stond.
Later in 2012 kwam hij op nummer 17 binnen in de DJ Mag Top 100 en was daarmee (samen met Skrillex) de hoogste binnenkomer ooit. In 2016 stond hij in die lijst op plek 29.
Daarnaast presenteert Romero elke zaterdagavond van 00.00 tot 01.00 uur Protocol Radio op SLAM!, waarin hij studiomixen, mash-ups en pas uitgekomen singles van zijn label Protocol Recordings draait. Tot 14 maart 2017 was het programma op Radio 538 en ook op SLAM!FM & Midland FM te horen.
Romero heeft gewerkt met dj's als Tiësto, Fedde le Grand, Sander van Doorn, David Guetta, Calvin Harris, Afrojack en Avicii. De hit I Could Be the One, die hij samen met Avicii maakte, bereikte in 2013 de nummer 1-positie in de Britse hitlijst.

## Persoonlijk
Romero had in 2016 een relatie met de Nederlandse atlete Dafne Schippers.

## Discografie

### Albums
| Album met eventuele hitnotering(en) in de Nederlandse Album Top 100 | Datum van verschijnen | Datum van binnenkomst | Hoogste positie | Aantal weken | Opmerkingen  |
| ------------------------------------------------------------------- | --------------------- | --------------------- | --------------- | ------------ | ------------ |
| Nope is dope volume 9                                               | 11-11-2011            | -                     |                 |              | met Quintino |
| Nicky Romero best 2016                                              | 05-10-2016            | -                     |                 |              |              |
| Nicky Romero presents Protocol Miami 2017                           | 17-02-2017            | -                     |                 |              |              |
| 5 years of protocol                                                 | 05-07-2017            | -                     |                 |              | ep           |
| Redefine                                                            | 2020                  | -                     |                 |              | ep           |

### Singles
| Single met eventuele hitnotering(en) in de Nederlandse Top 40 | Datum van verschijnen | Datum van binnenkomst | Hoogste positie | Aantal weken | Opmerkingen                              |
| ------------------------------------------------------------- | --------------------- | --------------------- | --------------- | ------------ | ---------------------------------------- |
| Toulouse                                                      | 2012                  | 17-03-2012            | tip8            | -            | Nr. 92 in de Single Top 100              |
| I could be the one                                            | 2012                  | 05-01-2013            | 7               | 18           | met Avicii / Nr. 15 in de Single Top 100 |
| Like home                                                     | 2012                  | 23-02-2013            | tip2            | -            | met Nervo / Nr. 81 in de Single Top 100  |
| Legacy                                                        | 2013                  | 31-08-2013            | tip10           | -            | met Krewella                             |
| Feet on the ground                                            | 2014                  | 21-06-2014            | tip8            | -            | met Anouk / Nr. 80 in de Single Top 100  |
| Let me feel                                                   | 2014                  | 11-10-2014            | tip3            | -            | met Vicetone & When We Are Wild          |
| Future funk                                                   | 2016                  | 12-03-2016            | tip17           | -            | met Nile Rodgers                         |
| Take me                                                       | 2016                  | 01-10-2016            | tip12           | -            | met Colton Avery                         |
| I need you to know                                            | 2020                  | 18-07-2020            | tip20           | -            | met Armin van Buuren & Ifimay            |
| Okay                                                          | 2021                  | 31-07-2021            | tip26*          |              | met Wulf & Marf                          |

| Single met hitnotering(en) in de Vlaamse Ultratop 50 | Datum van verschijnen | Datum van binnenkomst | Hoogste positie | Aantal weken | Opmerkingen                                    |
| ---------------------------------------------------- | --------------------- | --------------------- | --------------- | ------------ | ---------------------------------------------- |
| I could be the one                                   | 2013                  | 19-01-2013            | 8               | 19           | met Avicii                                     |
| Like home                                            | 2013                  | 04-05-2013            | tip76           | -            | met Nervo                                      |
| S.O.T.U.                                             | 2014                  | 18-01-2014            | tip89           | -            | met Sunnery James & Ryan Marciano & Fast Eddie |
| Lighthouse                                           | 2015                  | 11-07-2015            | tip38           | -            |                                                |
| Distance                                             | 2019                  | 09-02-2019            | tip             | -            | met Olivia Holt                                |

### Remixes (selectie)
Hieronder een selectie van nummers waarvan Nicky Romero een remix maakte.
| Artiest                                       | Titel                   | Jaar |
| --------------------------------------------- | ----------------------- | ---- |
| Sidney Samson & Tony Cha Cha                  | Get on the floor        | 2009 |
| DJ Jean                                       | Play that beat          | 2009 |
| Hardwell & Funkadelic                         | Get down girl           | 2010 |
| Grooveyard                                    | Mary go wild            | 2010 |
| Fedde Le Grand feat. Mitch Crown              | Rockin' high            | 2010 |
| Flo Rida                                      | Turn around (5,4,3,2,1) | 2011 |
| David Guetta feat. Flo Rida & Nicki Minaj     | Where them girls at     | 2011 |
| David Guetta feat. Sia                        | Titanium                | 2011 |
| Madonna feat. Nicki Minaj & M.I.A.            | Give me all your luvin' | 2012 |
| Calvin Harris feat. Ellie Goulding            | I need your love        | 2013 |
| Zedd feat. Hayley Williams                    | Stay the night          | 2013 |
| One Direction                                 | 18                      | 2015 |
| Magnificence & Alec Maire feat. Brooke Forman | Heartbeat               | 2015 |
| Linkin Park feat. Kiiara                      | Heavy                   | 2017 |
| Martin Garrix feat. Mike Yung                 | Dreamer                 | 2018 |
| Kygo & Rita Ora                               | Carry on                | 2019 |
| Armin van Buuren feat. Ne-Yo                  | Unlove you              | 2019 |